# Forte dos Reis Magos

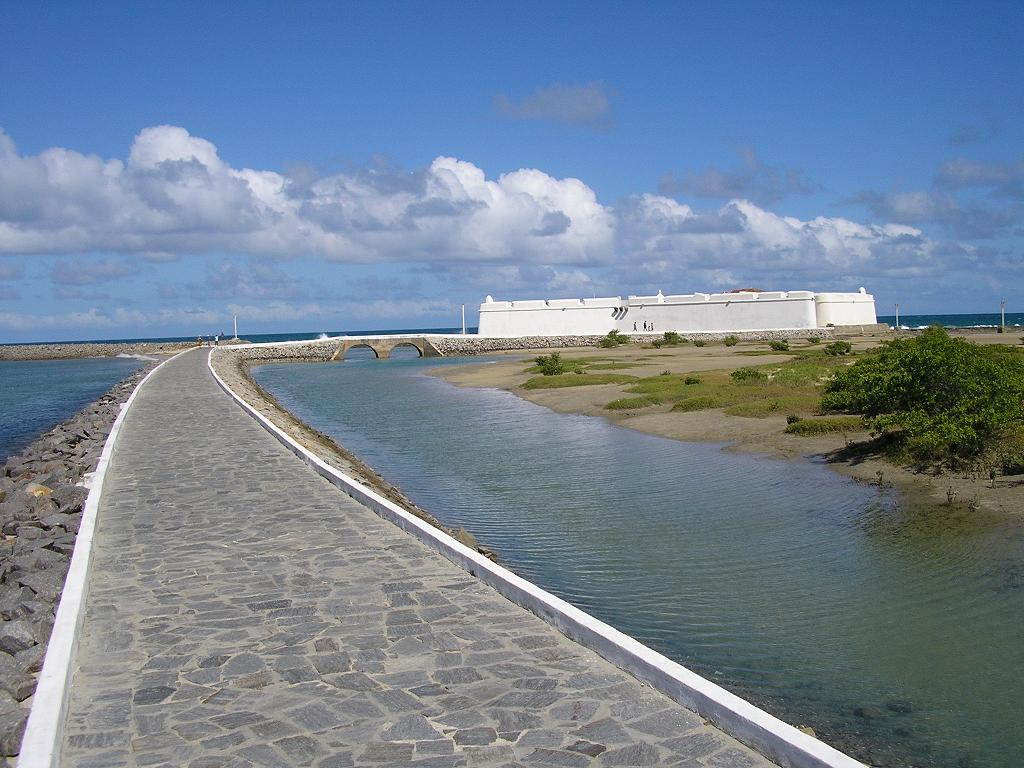
Forte dos Reis Magos.

O Forte dos Reis Magos é uma edificação militar histórica localizada na cidade de Natal, no estado brasileiro do Rio Grande do Norte. É administrada pela Fundação José Augusto, fundação do Governo do Rio Grande do Norte.
O forte foi o marco inicial da cidade — fundado em 25 de dezembro de 1599 —, no lado direito da barra do rio Potengi (hoje próximo à Ponte Newton Navarro). Recebeu esse nome em função da data de início da sua construção, 6 de janeiro de 1598, dia de Reis pelo calendário católico.

## História

### Antecedentes
No contexto da Dinastia Filipina, quando da conquista do litoral Nordeste do Brasil, então ameaçada por corsários franceses que ali traficavam o pau-brasil ("Caesalpinia echinata"), a barra do rio Grande (do Norte) foi alcançada por tropas portuguesas, sob o comando do Capitão-mor da Capitania de Pernambuco, Manuel de Mascarenhas Homem, com ordens para iniciar uma fortificação.
Para a defesa do acampamento, junto à praia, foi iniciada uma paliçada de estacada e taipa, com a planta no formato circular, à moda indígena, a 6 de janeiro de 1598 (dia dos Santos Reis), enquanto se procedia à escolha do local definitivo para a fortificação ordenada pela Coroa: um recife, à entrada da barra, ilhado na maré alta e que, na vazante, permitia a comunicação com terra firme (SOUSA, 1885:75).

### O forte seiscentista

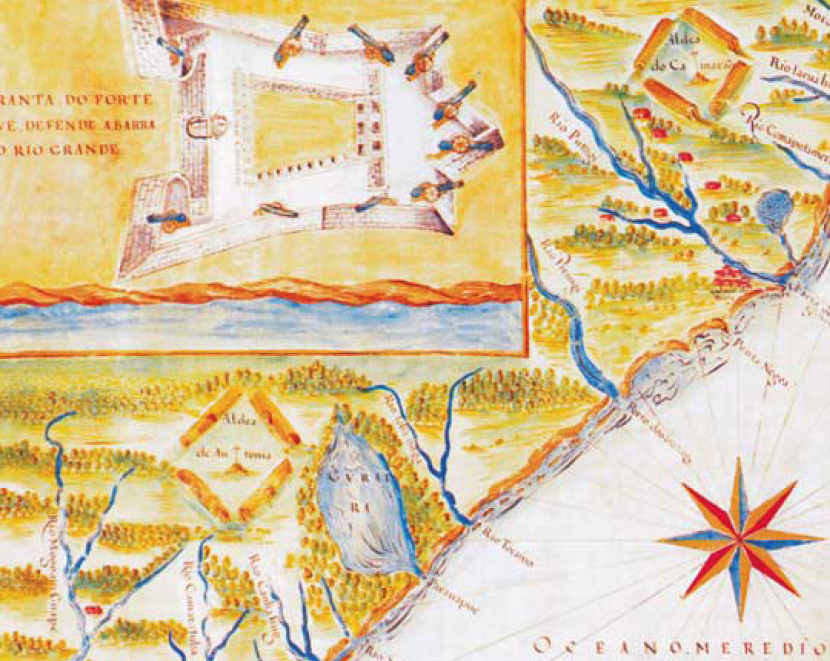
Detalhe do mapa do Rio Grande do Norte no Livro que dá Razão ao Estado do Brazil (c. 1616) com a planta do Forte dos Reis Magos.

A planta do novo forte, traçada no Reino em 1597, atribuída ao padre jesuíta Gaspar de Samperes (ou Gonçalves de Samperes), "mestre nas traças de engenharia na Espanha e Flandres" e discípulo do arquiteto militar italiano Giovanni Battista Antonelli, apresentava a forma clássica do forte marítimo seiscentista: um polígono estrelado, com o ângulo reentrante voltado para o Norte, construído em "taypa, estacada e area solta entulhada". As suas obras ficaram a cargo de seu primeiro comandante, Jerônimo de Albuquerque Maranhão (1548-1618).
O seu segundo comandante foi João Rodrigues Colaço (GARRIDO, 1940:48), e a fortificação estava em condições de defesa já no início de 1602, artilhada e guarnecida por um destacamento de duzentos homens. Encontra-se representada por João Teixeira Albernaz, o velho, na obra atribuída a Diogo de Campos Moreno (Livro que dá Razão ao Estado do Brazil, c. 1616. Biblioteca Pública Municipal do Porto), no canto superior esquerdo do mapa do Rio Grande, como "Pranta do Forte que defende a barra do Rio Grande" (petipé em braças craveiras), artilhado com 10 peças em suas carretas, atirando à barbeta. Esta iconografia já reflete as obras de reconstrução executadas a partir de 1614, com planta do Engenheiro-mor e dirigente das obras de fortificação do Brasil, Francisco de Frias da Mesquita (1603-1634), quando adquiriu a atual conformação. Na ocasião, as suas muralhas foram melhoradas, recebendo contrapiso e contrafortes de reforço pelo lado do mar, bem como obras internas de habitação, em edifícios de dois pavimentos, que ficaram concluídas em 1628.

### O domínio neerlandês

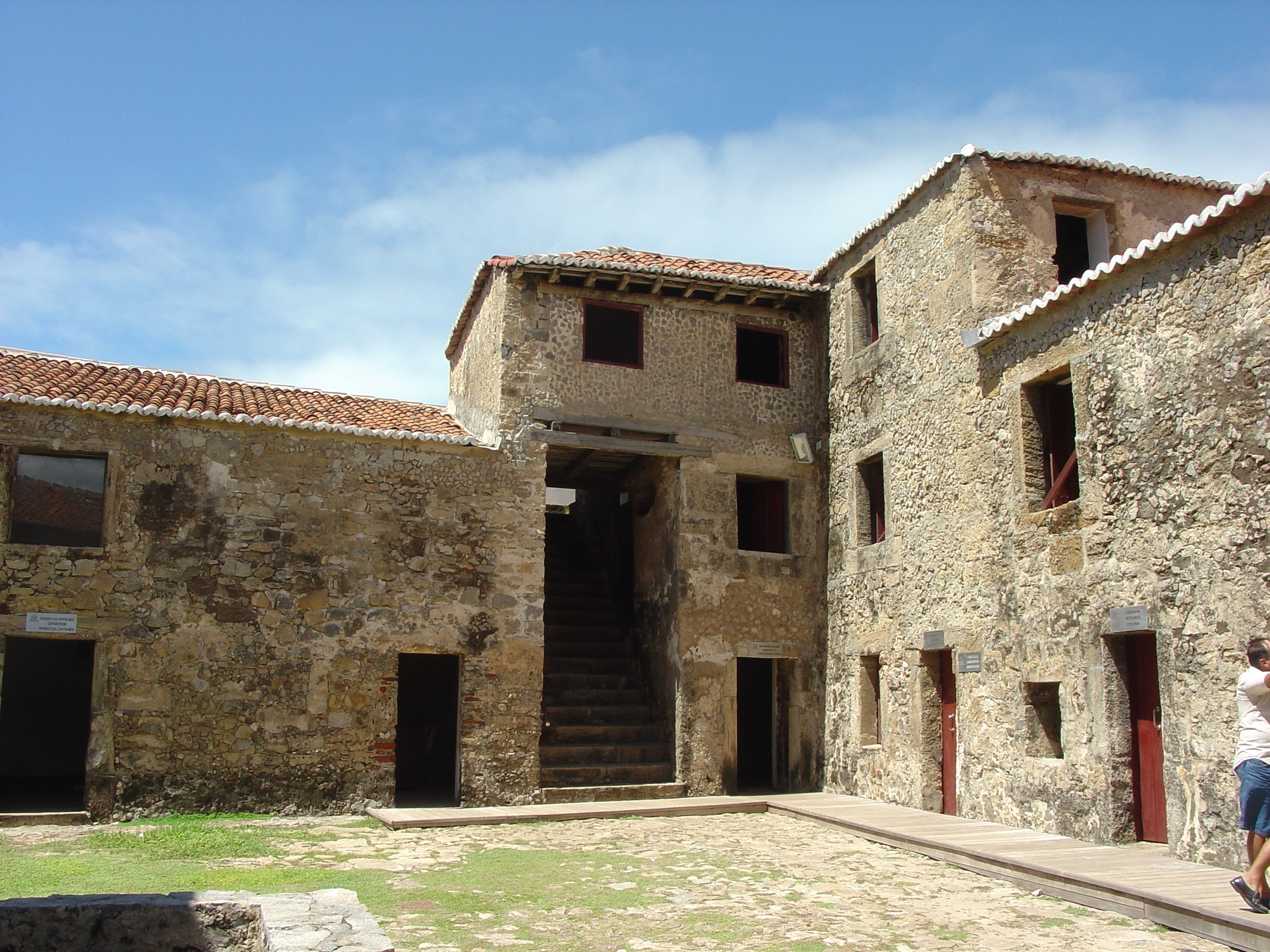
Vista interna.

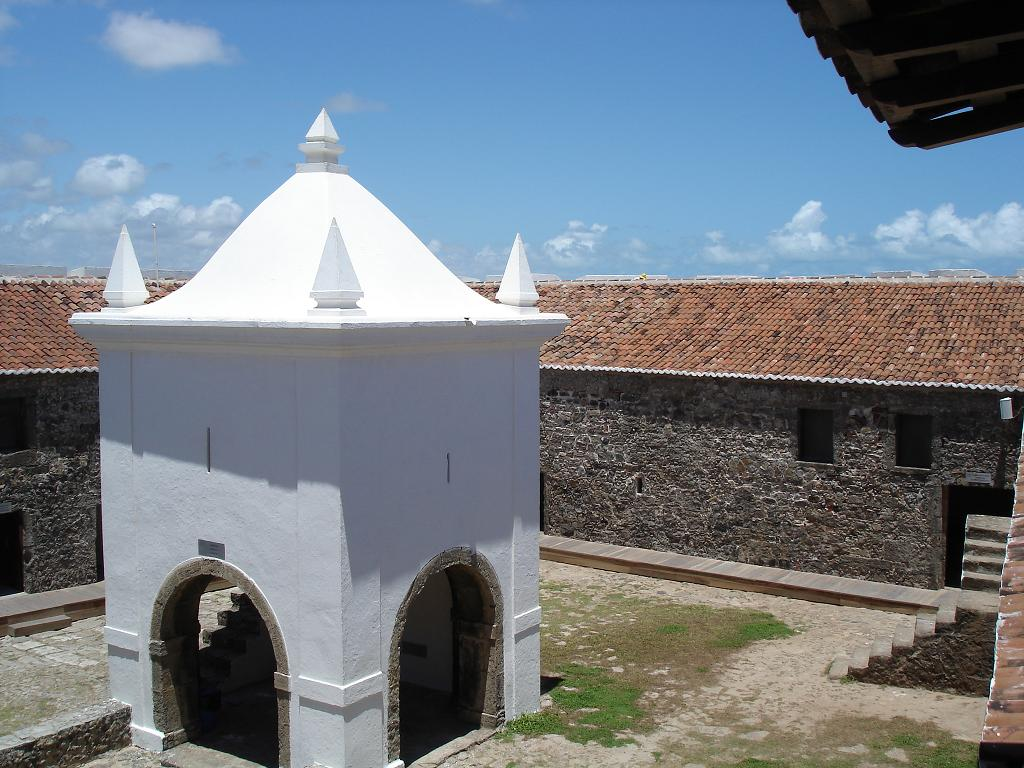
Terrapleno do forte com a capela-paiol ao centro.

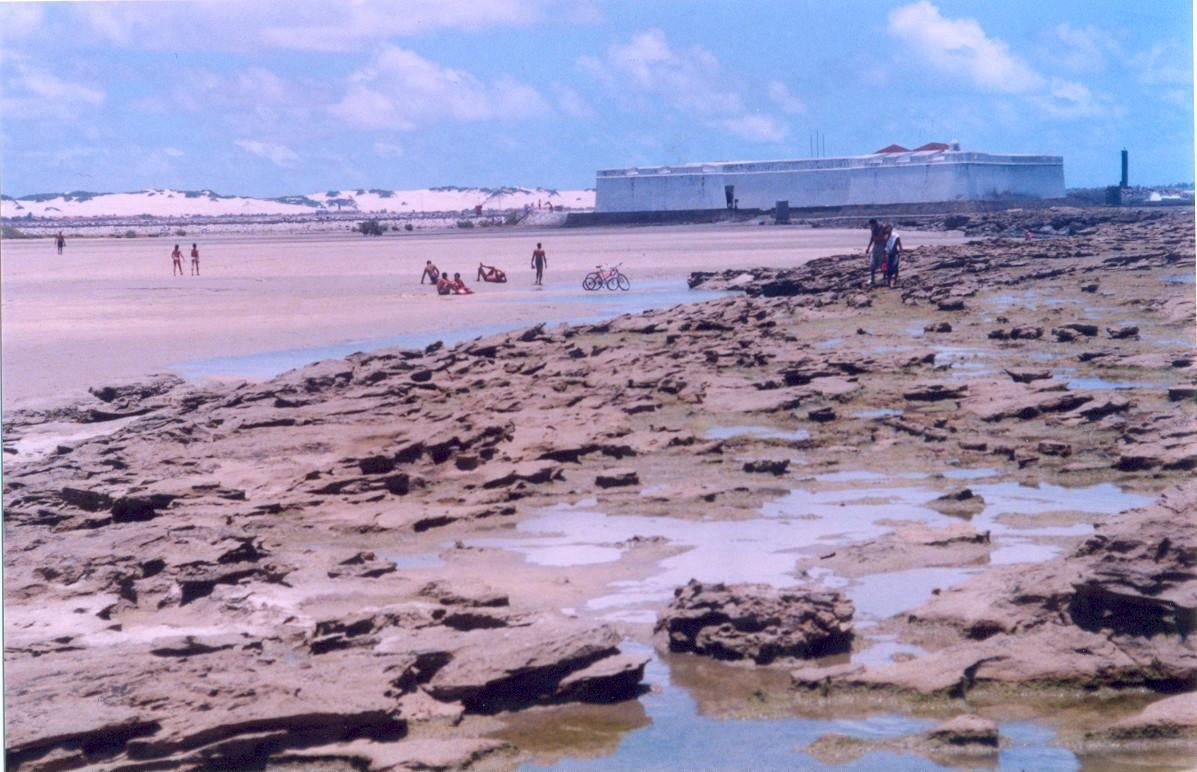
Vista da praia do Forte.

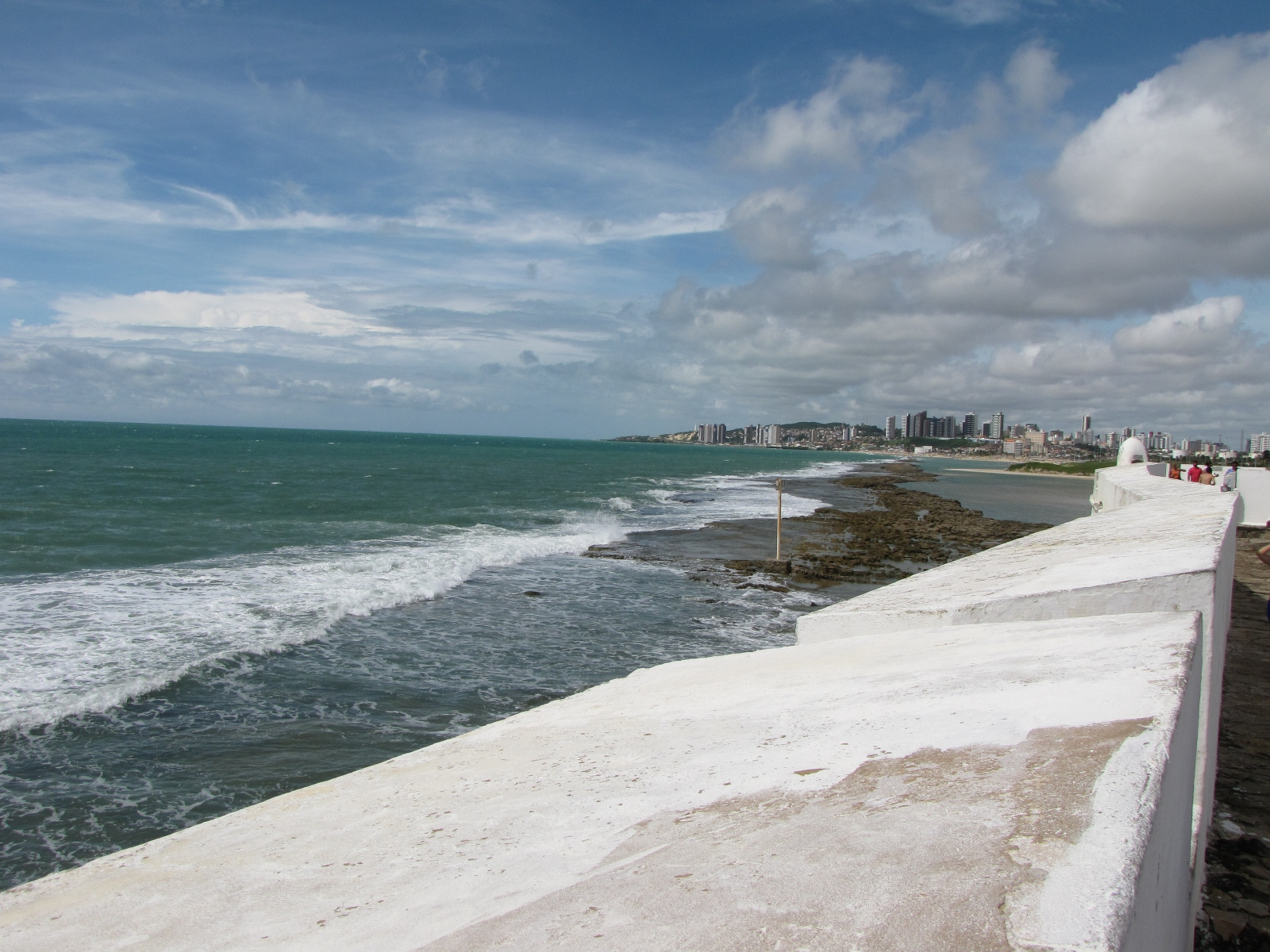
Vista de Natal e da praia do Forte a partir do forte.

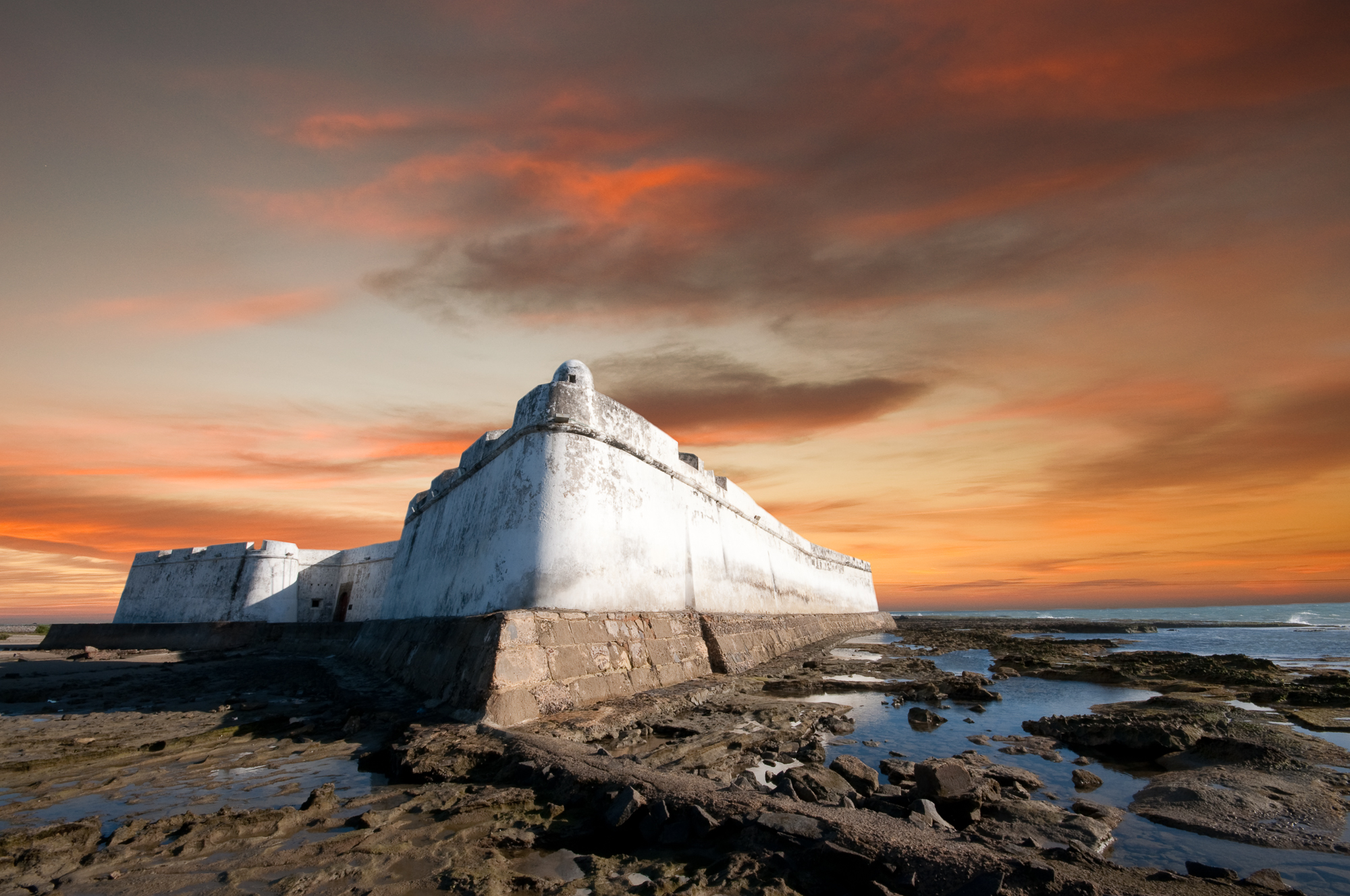
Forte dos Reis Magos ao entardecer

No contexto da segunda das Invasões holandesas do Brasil (1630-1654), a "Memória" de 20 de Maio de 1630, oferecida aos dirigentes da Companhia Neerlandesa das Índias Ocidentais (WOC) de Pernambuco por Adriaen Verdonck, refere-se a esta praça:
"Da cidade do Rio Grande [Natal] ao forte chamado os Três Reis Magos há apenas a distância duma pequena meia milha [c. 2 quilômetros], e esse forte é o melhor que existe em toda a costa do Brasil, pois é muito sólido e belo e está armado com 11 canhões de bronze, todos meios-canhões, muitas colubrinas e ainda 12 ou 13 canhões de ferro, estes porém imprestáveis; na entrada do mesmo forte há também 2 peças e daí chega-se ao paiol da pólvora; as muralhas podem ter de 9 a 10 palmos de espessura e são dobradas, tendo o intervalo cheio de barro; ordinariamente há poucos víveres no forte, porque entre esses portugueses não reina muita ordem; a guarnição consta habitualmente de 50 a 60 soldados pagos e com a maré cheia o forte fica todo cercado d'água, de modo que ninguém dele pode sair nem nele pode entrar."
Após uma primeira tentativa de assalto por Vandenbourg, frustrada em Dezembro de 1631, em Dezembro de 1633 inicia-se nova invasão neerlandesa: vindos do Recife em quinze navios sob o comando do Almirante Jan Cornelisz Lichthart, uma tropa de 800 soldados desembarca na Ponta Negra sob o comando do Tenente-coronel Byma, cercando o forte numa operação combinada terrestre e naval. Guarnecido por 85 homens sob o comando do Capitão Pedro Gouveia (SOUSA, 1885:75), e artilhado por nove peças de bronze e 22 de ferro, após uma semana de assédio, ferido o comandante da praça, à revelia deste é negociada a rendição por alguns ocupantes, entre os quais Domingos Fernandes Calabar (1609-1635).
Ocupada de 12 de Dezembro de 1633 a Fevereiro de 1654, com o nome Castelo Ceulen (Kasteel Keulen), homenagem a Matthijs van Ceulen, um dos dirigentes colegiados da WOC no Brasil de 1633-1634. O capitão Joris Garstman foi o primeiro holandês a comandá-la e o Conde Maurício de Nassau (1604-1679) mandou repará-la (1638).
Sobre esta fortaleza, Nassau, no "Breve Discurso", datado de 14 de Janeiro de 1638, sob o tópico "Fortificações", reporta:
"(…) o Castelo Keulen, no Rio Grande, situado sobre o arrecife de pedra na entrada da barra. Construído de pedra de cantaria, é muito elevado, e tem muito grossas e fortes muralhas. Na frente, para o lado de terra, tem uma forma de hornaveque, isto é, uma cortina, com dois meio baluartes e provido, segundo o velho estilo, de orelhões e casamatas. Diante dos outros três lados há tenalhas.
Este forte está sujeito às altas dunas que lhe ficam a tiro de arcabuz, e são tão elevadas que delas se pode ver pelas canhoneiras o terrapleno, e daí tirar à bala o sapato dos pés aos do castelo. Quando nós o cercamos, assentamos a nossa artilharia sobre as dunas, e fizemos um fogo tal que ninguém podia permanecer na muralha. Mas este defeito foi remediado, levantando-se sobre a muralha da frente, contra o parapeito de pedra, um outro de terra à prova de canhão, e com isto todo o forte da parte de cima está coberto e resguardado.
E como de maré cheia este forte fica cercado de água, e tem que resistir ao embate do mar, está um pouco danificado na parte inferior, o que se reparará, construindo-se de pedra e cal uma nova base.
O Castelo está bem provido de artilharia: além das peças que nele foram tomadas, puseram-se-lhe mais duas de calibre 4, que estavam nas caravelas que achamos no rio, quando o fomos cercar."
O "Relatório sobre o estado das Capitanias conquistadas no Brasil", de autoria de Adriano do Dussen, datado de 4 de Abril de 1640, complementa, atribuindo-lhe a Companhia do Capitão Bijler, com um efetivo de 88 homens:
"(…) o Castelo Suelen no Rio Grande do norte; foi construído de pedras, é muito alto e tem do lado de terra dois meio-baluartes com orelhões e casamatas do estilo antigo, mas tanto as cortinas como os baluartes [são] exíguos e pequenos, não tendo flancos nos demais lados; foi construído próximo do mar, além das dunas, em um arrecife, a um tiro de mosquete da barra. À distância de um tiro de fuzil do forte há dunas tão altas ou quase tão altas quanto ele, de modo que delas são dominadas as passagens da muralha do Castelo, o que agora se procurou impedir com a construção de travessões ao longo da muralha, com os quais ficou resguardado o forte e livre do perigo de ser canhoneado. Nesse Castelo contam-se 10 peças de bronze, a saber: 4 de 12 libras, 1 de 10 lb, 3 de 8 lb, 1 de 7 lb e 1 de 3 lb, e mais 16 de ferro, a saber: 1 de 6 lb, 4 de 4 lb, 7 de 3 lb e 4 de 2 lb nas casamatas, 1 de 4 lb e 2 de 3 lb dentro da porta externa, todas espanholas."
BARLÉU (1974) transcreve a informação: "No Rio Grande o forte de Suelen está a cavaleiro do mar, muito bem amparado pela sua posição e construção, e por dez canhões de bronze e dezesseis de ferro." (op. cit., p. 144). Atribui-lhe, porém, um efetivo de apenas 82 homens (op. cit., p. 146).
Foi nos calabouços desta praça que o ex-governador do Pará e Maranhão, Bento Maciel Parente, terminou os seus dias, aprisionado contra as leis de guerra, após a capitulação de São Luís do Maranhão (1 de Fevereiro de 1642). Em 1654, após a capitulação da WOC em Recife, quando o Coronel Francisco de Figueiroa, por ordem do General Barreto chega para ocupar esta fortaleza, a mesma já havia sido abandonada pelas forças neerlandesas (SOUSA, 1885:76).

### A fortificação no século XX
As dependências do forte serviram como prisão política para os implicados na Revolução Pernambucana de 1817. Entre eles destacou-se o seu líder no Rio Grande do Norte, André de Albuquerque, que faleceu em uma das suas celas, vítima de ferimento, naquele mesmo ano.
No contexto da Questão Christie (1862-1865) sofreu reparos em 1863 e, posteriormente, em 1874 (GARRIDO, 1940:50). SOUZA (1885) refere que, à época (1885), as suas muralhas se encontravam derrocadas, fazendo suas 14 peças de artilharia por terra (op. cit., p. 76).

### Do século XX aos nossos dias
Durante a Primeira Guerra Mundial (1914 - 1918) o forte esteve guarnecido por uma Bateria Independente de Artilharia de Costa.
Foi tombado pelo Patrimônio Histórico desde 1949 e esteve sob a administração da Fundação José Augusto, fundação pública ligada ao Governo do Rio Grande do Norte, de 1965 até dezembro de 2013. A última grande intervenção de conservação foi realizada em 2005, com recursos do Instituto do Patrimônio Histórico e Artístico Nacional (IPHAN). Em janeiro de 2014, a gestão do edifício foi transferida para o IPHAN.
Juntamente com a Igreja de Santo Antônio, a Catedral, o Museu de Sobradinho e o Palácio do Governo, a fortificação integra um conjunto urbanístico de grande expressão em termos artísticos e histórico-culturais na cidade. Considerada uma das atrações preferidas pelos turistas em Natal, conta com uma lanchonete e uma loja de artesanato nas suas dependências.
Em novembro de 2013, a administração da fortaleza foi repassada à União,  por meio do Instituto do Patrimônio Histórico e Artístico Nacional (Iphan). Sem investimentos, a Fortaleza entrou em processo de deterioração e abandono. Em março de 2018, a Fortaleza volta a ser administrada pela Fundação José Augusto com a perspectiva de ser revitalizada.
A obra de restauração foi iniciada em 2018, com recursos obtidos junto ao Banco Mundial, mas paralisada devido à problemas na execução do contrato, dentre os quais controvérsias interpretativas entre o Instituto do Patrimônio Histórico e Artístico Nacional – IPHAN, a Procuradoria Geral do Estado do Rio Grande do Norte e a própria empresa contratada, em relação à adequada compatibilização entre aspectos específicos da obra de engenharia e as limitações impostas pelo seu status de bem tombado. A retomada da obra foi viabilizada pela assinatura de um Termo de Ajustamento de Gestão entre o Ministério Público de Contas e o Governo do Estado em agosto de 2020, que permitiu a prorrogação da vigência contratual por mais 14 meses. A restauração foi finalmente concluída no ano seguinte e o Forte, reaberto ao público em 25 de dezembro de 2021, data de aniversario da cidade de Natal-RN.

## Características
O atual forte apresenta planta poligonal irregular, erguido em alvenaria de pedra e cal. Em torno do terrapleno, ao abrigo das muralhas, encontram-se dispostas a Casa de Comando, os Quartéis e os Depósitos; ao centro, ergue-se uma edificação de planta quadrangular, em dois pavimentos:
- no pavimento inferior, situa-se a Capela, apresentando vãos em arco pleno;
- no superior, acedido externamente por uma escada em dois lances e através de uma porta de verga reta, dispõe-se a Casa da Pólvora, coberta por uma cúpula piramidal. Nos vértices desta pirâmide, cunhais, cornija e pináculo completam o conjunto.

No terrapleno abre-se, ainda, a Cisterna.
O acesso ao forte é feito por uma passarela, da praia ao passadiço e, a partir daí, através de uma arcada à direita, saindo para o corredor. Outra escada dá acesso ao terrapleno e ao portão para a praça.
As suas características foram assim descritas por Câmara Cascudo:
"O forte se erguia, a setecentos e cinquenta metros da barra, em cima do arrecife, ilhado nas marés altas. É lugar melhor e mais lógico, anunciando e defendendo a cidade futura. A planta é do jesuíta Gaspar de Samperes, que fora mestre nas traças de engenharia, na Espanha e Flandres, antes de pertencer à Companhia de Jesus. É a forma clássica do forte marítimo, afetando o modelo do polígono estrelado. O tenalhão abica para o norte, mirando a barra, com os dois salientes. No final, a gola termina por dois baluartes. O da destra, na curvatura, oculta o portão, entrada única, ainda defendida por um cofre de franqueamento, para quatro atiradores e, sobrepostos à cortina ou gola, os caminhos de ronda e uma banqueta de mosquetaria. Com sessenta e quatro metros de comprimento, perímetro de duzentos e quarenta, frente e gola de sessenta metros, o forte artilhava-se de maneira irrepreensível. Atiraria por canhoneiras e a mosquetaria pela gola em seteira no cofre ou de visada na banqueta. A artilharia principal atirava à barbeta."